# Carles II Teodor de Baviera
Carles II Teodor de Baviera (Drogenbos, Brussel·les, 1724 - Múnic, 1799) fou un cap de la branca palatina de la família dels Wittelsbach, elector des de desembre de 1742 com a Carles IV, i heretà l'electorat de Baviera el 1777, el que representà unificar els territoris familiars per primer cop d'ençà el segle xiv.
Nat a Drogenbos, a les proximitats de Brussel·les, el dia 12 de desembre de 1724, era fill del comte Joan Cristià I del Palatinat i de la princesa Maria Anna de la Tour d'Auvergne. Carles II Teodor era net per via paterna del comte Teodor I del Palatinat i de la landgravina Maria Elionor de Hessen-Rheinfels-Rothenburg.
A la mort de Carles III Felip, elector palatí l'any 1742 sense descendència, Carles II Teodor heretà el Palatinat. El Palatinat era un important territori històric de l'Alemanya meridional que tenia la condició d'Electorat del Sacre Imperi Romanogermànic. D'aquesta manera l'Electorat es trobava unit en totes les seves branques en la figura de Carles Teodor.
Com a sobirà del Palatinat portà a terme una important obra cultural al país esdevenint mecenes de les arts, un gran col·leccionisme i essent el fundador de l'Acadèmia de les Ciències.
L'any 1777 moria sense descendència a Múnic l'elector Maximilià III de Baviera, darrer membre de la branca principal de la Casa de Wittelsbach. A la mort de Maximilià, Carles Teodor heretà el territori de l'Electorat de Baviera i unificà d'aquesta manera el Palatinat i Baviera que des de l'any 1410 formaven dues entitats diferenciades.
Traslladat a Múnic, aviat es guanyà mala fama entre els bavaresos per la seva voluntat de canviar parts de Baviera per possessions austríaques al Rin i a Flandes. Aquestes negociacions les realitxà amb l'emperador Josep II, emperador romanogermànic.
L'any 1778 esclatà a Baviera la Guerra de successió bavaresa que enfrontà a Prússia i Àustria. El conflicte s'originà per la voluntat de Baviera d'intercanviar la Baixa Baviera per Flandes, el conflicte s'acabà l'any següent amb la Pau de Teschen per la qual no es produïa a la cessió i a la mort de Carles Teodor el tro bavarès passaria a Maximilià de Baviera de la branca de Zweibrücken.
Carles Teodor mai esdevingué un governant popular a Baviera. Conegut pels seus constants intents de canviar territoris bavaresos per possessions austríaques a Flandes, es produïren diferents tensions populars entre els bavaresos. L'any 1795, l'exèrcit revolucionari francès ocupà el Palatinat i l'any següent procedí a l'ocupació de Baviera. Immediatament Carles Teodor demanà ajuda a l'emperador Francesc II, emperador romanogermànic, aquesta maniobra configurà l'estat bavarès com un autèntic estat vassall de la totpoderosa Àustria.
El dia 16 de febrer de 1799, Carles Teodor moria a Múnic entremig de les manifestacions de goig popular. Carles Teodor malgrat ser un rei impopular i no entès, deixà la seva emprenta a Múnic i la transformà amb la creació de diferents espais públic com el Parc Anglès o la Karlsplatz.